# Septimus Pretorius
Dr. Septimus Pretorius este un personaj fictiv din filmul Mireasa lui Frankenstein din 1935, film bazat pe un sub-scenariu din romanul Frankenstein de Mary Shelley. În acest film este interpretat de actorul Ernest Thesiger. Unele surse pretind că a fost creat inițial pentru a fi jucat de Bela Lugosi ori Claude Rains. Alte surse indică că personajul a fost creat special pentru Thesiger.

## Descrierea sa în film
Henry Frankenstein își abandonează planurile de a crea viață, doar pentru a fi ispitit și, în sfârșit, forțat de vechiul său mentor Dr. Septimus Pretorius și de amenințările monstrului, ca să construiască o parteneră artificială pentru monstru.
Cercetătorii au perceput un subtext homosexual răspândit de-a lungul întregului film în special întruchipat în personajul lui Pretorius și relația sa cu Henry. Istoricul de film și activistul LGBT Vito Russo, în privința lui Pretorius, nu reușește să identifice personajul ca fiind homosexual, în schimb se referă la el ca fiind „sissified” (adică efeminat)., Cuvântul englezesc „sissy”  reprezintă codul de la Hollywood pentru „homosexual”. Pretorius are rolul unui „Mefistofele gay”, o figură a seducției și ispitei, care merge atât de departe încât îl îndepărtează pe Frankenstein de mireasa sa în noaptea nunții sale, pentru a se angaja în actul nenatural de a crea viața care nu se poate reproduce. O nuvelizare a filmului publicată în Anglia a clarificat această implicație, în această carte Pretorius îi spune lui Frankenstein: Crește și înmulțește-te. Să ne supunem poruncii biblice: desigur, poți alege calea naturală; dar în ceea ce mă privește, mi-e teamă că nu o pot face decât pe calea științifică.